# 심용현
심용현(1918년 8월 30일 ~ 1986년 7월 20일)은 군인이며 학교법인 성신학원 이사장을 지냈다. 6.25 당시 대전형무소 재소자 및 대전·충남지역 보도연맹원 3200명을 즉결처형한 주범으로 지목받고 있다.

## 생애
1918년 8월 30일 생으로 서울 용산구 한강로가 주소지였다. 그는 서울중앙고등보통학교(5년제)를 나온 후 육사 8기로 1949년 2월 입대해 3개월의 교육을 받고, 1949년 5월 23일 소위로 임관했다.
그가 헌병 주특기(9110)를 받고, 대전에 있던 2사단 헌병대에 배치를 받은 것은 1949년 7월 7일이었다. 그러다가 1950년 5월 1일 중위로 진급했다.
1950년 한국 전쟁이 발발하자, 군경은 대전형무소에 수감돼 있던 복역수, 예비검속자, 보도연맹원을 학살했다. 1950년 7월 3일부터 며칠간 진행된 '피의 살육제'에서 대전형무소 재소자와 대전·충남지역 보도연맹원 1800~3000명(최대 7천명까지 추정)이 학살되었다.
심용현은 이같은 대전 골령골 학살사건의 주범이다. 증언에 따르면, 당시 심용현 중위는 정판사 위조지폐 사건의 이관술 등 대전형무소 정치범을 대전 산내 골령골로 끌고가 '사격 개시' 명령을 내리는 등 소위 1, 2차 골령골 학살을 지휘하고 점검하는 핵심 역할을 했다. 그 결과 1950년 6월 28~30일경 산내 보도연맹원 1400여 명과 1950년 7월 초에 형무소 재소자 1800여 명을 합쳐 모두 3200여 명이 학살됐다. 결론적으로 그의 손에서 3200여 명이 목숨을 잃었다고 볼 수 있다.
당시에 처형된 대표적인 인물이 이관술이었다. 당시 이관술은 정판사 위조지폐 사건으로 체포되어 무기징역형을 선고받아 수감 중이었다. 울산 출신의 독립운동가 이관술은 해방 직후에는 조선공산당과 남조선로동당의 간부였다. 이관술의 유족이 제기한 소송에 대해 대한민국 대법원은 2015년 3월 31일 국가배상하라고 판결했다. 대법원은 "수감 중인 사람을 전쟁이 발발했다는 이유로 총살한 것은 불법부당하다"며 "국가는 유족에게 1억 6000만원을 배상하라"는 판결을 내렸다.
1950년 7월 14일 청주에 있던 1군단 헌병 제4과장으로 발령났다. 심용현은 그 후 초고속 승진했다. 중위가 된 지 7개월 만인 1951년 1월 1일 자로 대위가 되었으며, 다시 33개월 만인 1953년 9월 1일 소령으로 진급했다. 1954년 12월 중령으로 예편한 후 성신여대 등을 운영하는 학교법인 성신학원의 제6·7·12·13대 이사장을 지냈다. 당시 성신학원 이사장이던 이숙종에게 후손이 없자 조카인 그가 이사장직을 이었다.
1986년 4월 사망했다.

## 사후 및 가족
가족은 부인 송순희와 2남 4녀이며 학교법인 성신학원 이사장과 성신여대 총장을 지낸 심화진이 넷째 딸이다.
심화진은 2007년부터 2017년까지 성신여대 제8·9·10대 총장을 지냈다. 심화진 전 총장은 연임이 결정된 직후인 2011년 4월 성신여대 교정에 이숙종 동상과 부친 심용현의 흉상을 세우기도 했다.
심화진은 2017년 교비횡령 혐의로 법정구속됐다가 보석으로 풀려난 뒤 총장을 사임했다. 2018년 2심에서 집행유예를 선고 받았다. 현재 대법원 상고심이 진행 중이다. 문재인 제19대 대통령 선거 경선 캠프 안보자문위원을 지낸 전인범 전 육군 중장이 그의 남편이다. 전인범은 특전사령관을 지냈다. 전인범은 아내 심화진이 총장으로 있는 성신여대의 교직원들을 승진 파티에 동원하는 등 사적으로 이용했다는 의혹이 제기됐고 대법원이 이를 인정했다.
2019년 6월 18일 성신학원 황상익 이사장은 심용현 전 이사장이 한국전쟁 당시 대전 산내 골령골에서 저지른 민간인 집단학살 행위를 70년 만에 대신 사죄했다. 또 설립자 이숙종과 초대총장 조기홍이 민족 앞에 저지른 친일반민족행위도 사과했다. 이같은 사과 발언은 이날 성신여대 돈암수정캠퍼스 행정관 앞 성신민주광장에서 진행된 성신학원 설립자 이숙종 전 이사장의 34주기 추도식장에서 나왔다.